# Schwarzenbach (Gemeinde Metnitz)
Schwarzenbach ist eine Ortschaft in der Kärntner Marktgemeinde Metnitz mit 52 Einwohnern (Stand 1. Jänner 2024). Die Ortschaft liegt zur Gänze auf dem Gebiet der Katastralgemeinde Metnitz Land.

## Lage
Die Ortschaft liegt im Schwarzenbachtal, einem linken Nebental des Metnitztals, das sich vom oberen Metnitztal nach Norden in die Metnitzer Berge erstreckt.

## Geschichte
Auf dem Gebiet der Steuergemeinde Metnitz-Land liegend, gehörte der Ort in der ersten Hälfte des 19. Jahrhunderts zum Steuerbezirk Grades. Bei Gründung der politischen Gemeinden im Zuge der Reformen nach der Revolution 1848/49 kam Schwarzenbach an die Gemeinde Metnitz und somit an den Bezirk Sankt Veit an der Glan.

## Bevölkerungsentwicklung
Für die Ortschaft zählte man folgende Einwohnerzahlen:
- 1857: 22 Gebäude, 167 Einwohner[2]
- 1869: 22 Häuser, 153 Einwohner[3]
- 1880: 22 Häuser, 155 Einwohner[4]
- 1890: 22 Häuser, 180 Einwohner[5]
- 1900: 23 Häuser, 164 Einwohner[6]
- 1910: 23 Häuser, 164 Einwohner[7]
- 1951: 25 Gebäude, 144 Einwohner[2]
- 1961: 27 Gebäude, 127 Einwohner[2]
- 1971: 31 Gebäude, 115 Einwohner[2]
- 1981: 27 Gebäude, 97 Einwohner[2]
- 1991: 30 Gebäude, 97 Einwohner[8]
- 2001: 29 Gebäude, 84 Einwohner[9]
- 2011: 29 Gebäude, 73 Einwohner[10]
- 2021: 26 Gebäude, 53 Einwohner, 18 Haushalte, 5 Arbeitsstätten[11]

## Ortschaftsbestandteile
Zur Ortschaft gehören die Einzelhöfe Brunner, Droneberger, Graßer, Gun, Hochsteiner, Klaming, Lagerer, Lattnig, Oberrieger, Ofner, Rießler, Sandner, Schrittesser, Siegl, Tabernig, Unterrieger und Wurzer.